# Hugh Eaton

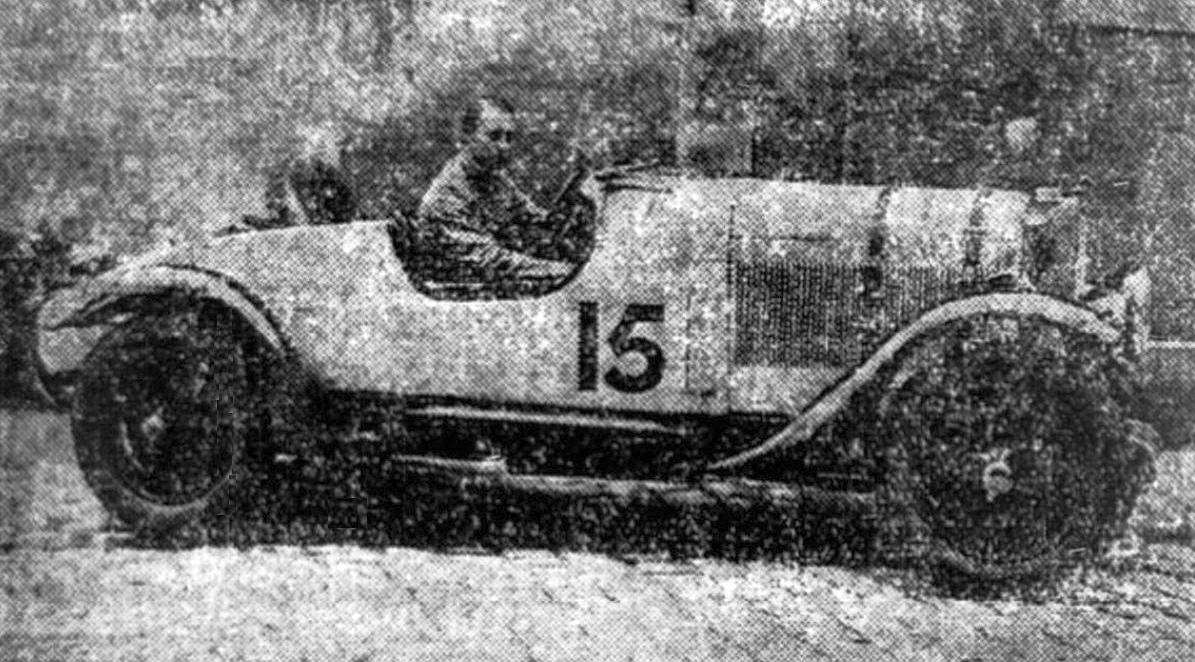
Der Talbot AO90 von Brian Lewis und Hugh Eaton beim 24-Stunden-Rennen von Le Mans 1930

Hugh Seymour Eaton (* 10. Juli 1899 in Sydney; † 16. Juli 1988 in London) war ein in Australien geborener britischer Autorennfahrer.

## Karriere als Rennfahrer
Hugh Eaton, verheiratet mit Colleen Eaton (1901–1983), war in den 1920er- und 1930er-Jahren als Rennfahrer aktiv. Er startete mehrmals beim Coupe Georges Boillot und war 1930 Partner von Brian Lewis beim 24-Stunden-Rennen von Le Mans. Im Talbot AO90 erreichte das Duo den dritten Rang in der Gesamtwertung und Siege in der Rennklasse bis 3-Liter-Hubraum sowie dem Index of Performance. 
Im selben Jahr wurde er Siebter beim Großen Preis von Irland und 14. bei der Tourist Trophy.

## Statistik

### Le-Mans-Ergebnisse
| Jahr | Team         | Fahrzeug    | Teamkollege | Platzierung            | Ausfallgrund |
| ---- | ------------ | ----------- | ----------- | ---------------------- | ------------ |
| 1930 | Fox & Nicoll | Talbot AO90 | Brian Lewis | Rang 3 und Klassensieg |              |